# Гуцало Євген Пилипович
Євге́н Пили́пович Гу́цало (14 січня 1937, с. Старий Животів (тепер Новоживотів Оратівського району) Вінницька область — 4 липня 1995, Київ, Україна) — український письменник, журналіст, поет і кіносценарист.
Працював у редакціях газет на Вінниччині, Львівщині, Чернігівщині, в «Літературній Україні», редактором у видавництві «Радянський письменник».

## Життєпис

### Дитинство
Народився Євген Гуцало 14 січня 1937 року в селі Старому Животові (нині — Новоживотів) Оратівського району Вінницької області в родині сільських учителів. Батько письменника народився в селі Овечаче Бердичівського повіту Київської губернії (зараз це село Дружне Калинівського району Вінницької області). 
Атмосфера родини сільської української інтелігенції відбилася на подальшому життєвому шляху хлопчика. Уже з дитинства він був привчений до наук та захоплено поглинав книжки та навчання своїх батьків. Батьки Євгена знали, чого була варта книжка в ті часи, і їм удалося зберегти свою невеличку бібліотеку у воєнне лихоліття. Це стало запорукою майбутнього їхнього сина. Бувши вчителями, вони плідно навчали довколишніх дітей та сина й прищеплювали їм потяг до книжок та навчання. І той важкий післявоєнний селянський побут не був великим тягарем для Євгена, адже він поглинав книжки, які були йому промінчиком світла та майбуття.
Навчання за гасовою лампою й важка праця в оборі й колгоспі — щоденні Євгенові справи, та поряд завжди була книжка, бо без неї він уже не уявляв свого буття. Коли хлопчина перечитав уже всю домашню бібліотеку, то завітав до невеличкої шкільної книгозбірні, яку відразу ж «проковтнув», так що довелося їздити до сусіднього села Корделівки (де викладали його батьки) і там вишукувати собі книжки для читання. Коли ж і в Корделівці не залишилося непрочитаної книжки, Євген-книголюб спрямував свій читацький порив до районного центру — Калинівки, привозячи з тамтешньої бібліотеки стоси книжок та перечитуючи їх. І все те читання спонукало хлопця на його перші творчі експерименти. Він мріяв стати письменником, почав викладати свої думки під впливом прочитаного і навіть створив собі відповідний письменницький антураж (як він собі його тоді уявляв) — аби краще писалося:
|  | ... ще років у десять, власноруч збив неоковирного дерев'яного стола, поставив його біля хати у кущах бузку і, день у день, писав за тим столом вірші та оповідання. Потім ті твори відсилав до редакцій газет та журналів... |

Світ дитинства, розтерзаний і водночас незмірно поглиблений великою трагедією війни, становить джерельну основу його творчості. До цього світу знову й знову повертається письменник на різних етапах свого літературного шляху. А починав свої перші літературні кроки Євген Гуцало також у дитинстві: пишучи про все довкілля, описуючи, до найдрібніших деталей, побачене в природі чи в побуті, прикрашаючи все багатою українською мовою (ввібраною через батьків та численні книжки), використовуючи багацько метафор, епітетів та порівнянь:
|  | ... Повесіннє небо поближчало й пом’якшало. Його синява наче аж просіювалася донизу, запорошуючи повітря ріденьким пилком із отих пухнастих квіток, що зацвіли у височині. Не хмарини, а білі подихи отих озерець, що видніють посеред чорних полів, легко пропливають угорі, на мить якусь затуляючи собою далекий синьоквіт, й від того безбережне пелюсткове море пригасає, в’яне, никне — і вже знову оновилося, заяскріло. ... |

Писав самовіддано й натхненно, висилав свої рукописи в усі дитячі, юначі газети й журнали. Але звідусіль приходила однакова трафаретна відповідь: «Працюй над словом!» Адже в тогочассі соціалістичне суспільство потребувало іншого, зовсім інших тем; треба було писати про збір металобрухту й макулатури, про те, як ти мрієш поїхати працювати на шахту чи підіймати цілину. А оті імпресіоністичні замальовки, без жодних ідеологічно виважених акцентів були абсолютно неприйнятні для тодішніх дитячо-юнацьких видань.
І тільки батьки й далі вірили в нього й не давали хлопчаку полишати такого корисного заміру. А користь була надзвичайна, адже окрім вироблення смаку до книжного слова й розуміння літератури Євген ставав надзвичайно ерудованим та впевненим у собі оповідачем. Відтак, найкращий учень школи, Євген Гуцало, закінчив її на відмінно.

### Юність
Після блискучого закінчення середньої школи, на початку 50-х років, найкращий школяр села подався на науку до Києва. Він подав документи до Київського університету ім. Т.Шевченка на факультет журналістики. На ті часи конкурс до цього вишу становив до 16 осіб на місце, але селянському синові вдавалося успішно складати іспити з усіх дисциплін, і лише на останньому іспиті — з географії, яку він пречудово знав, — йому зрізали бал — так Євген не пройшов за конкурсом. Повернувшись засмученим додому, в рідне село, він не міг собі втямити, що квота на вступ для сільських дітей була дуже мала.
Євген Гуцало через рік, 1955 року, вступив до Ніжинського педагогічного інституту ім. Миколи Гоголя. Там він вступає до літературної студії, пише вірші, прозу. Його поглинула творчість:
|  | ... Я писав на лекціях, писав у кімнаті гуртожитку писав у старому - ще князя Безбородька - саду, писав у міській бібліотеці, посилав написане у Київ, але звідти одержував одні й ті самі відповіді, негативні, стандартні ... |

І знову чергові відмовки, тепер з літературно-письменницьких часописів та редакцій, мали б підірвати творчий запал Гуцала. Ще б пак, адже сам Григорій Штонь — нині всіма шанований літературознавець, був дуже обурений творами Євгена Гуцала, що не вкладалися в тісні рамки соцреалізму, і з більшовицькою прямотою закликав: «Треба відтинати набиту на подібній мазні руку!» Уже пізніше до Штоня приєднався сумнозвісний критик Лазар Санов (який розпочав свою кар'єру ще в 30-тих роках з доносів, за якими письменників заарештовували й розстрілювали) і теж пильно стежив за «відхиленнями» у творчості Гуцала, що потім переросло в переслідування протягом усього життя Євгена. Санов своїми переслідуваннями мучив багатьох письменників.
Та не на того напали — це ще більше розпалило молодого автора. До того ж у 1959 році Євген Гуцало, уже закінчуючи інститут, отримав кілька пропозицій щодо працевлаштування в періодичних виданнях. Тоді ж він відчув свою затребуваність і почав співпрацювати з редакціями газет Вінниччини, Львівщини та Чернігівщини, дописуючи туди публіцистику й надаючи деякі свої оповідання та новели з тогочасного життя. У такий спосіб молодий письменник спершу знайшов свого читача, а потім уже і вломився у двері українського письменницького клубу, змусивши сталінсько-партійне представництво рахуватися з молодим вінницьким талантом.

### Шістдесятництво
Творчий та життєвий злет Євгена Гуцала припав на період «хрущовської весни» на теренах СРСР (і ніби знаменням тому стала його поетична добірочка «Зелена радість конвалій»). Уже перші систематичні його публікації впали в око тогочасним літературним корифеям: Миколі Бажану, Михайлові Стельмаху та Павлу Загребельному, і саме останньому спало на думку запросити молодого автора до редакції літературної газети, очільником якої він був. Так з 1961 року Євген Гуцало почав працювати в «Літературній Україні», потім у видавництві «Радянський письменник». А через рік, у 1962 році, вийшла друком перша його повноцінна книжка — збірка оповідань «Люди серед людей», і відразу ж звернула на себе увагу свіжою емоційністю та відтворенням розмаїтих живих характерів.
У той самий час сталася знакова подія в житті 25-річного письменника: він у складі делегації молодих літераторів побував у Франції. Ці відвідини стали наче ковтком волі, натхнення, здавалося, що вже можна буде дихати на повні груди й не озиратися на літературних «держиморд» з їхніми заборонами та приписами.
І вже по приїзді додому письменник натхненно заглибився в роботу, і одна за одною стали виходити книжки з новелами та повістями, уже самі назви яких кидали виклик звичним соцреалістичним сірим багатотиражкам: «Яблуко з осіннього саду» (1964), «Скупана в любистку» (1965) «Олень Август» (1966), «Хустина шовку земного» (1966), «Запах кропу» (1969) та інші твори. Щороку однією або кількома збірками зачитувалася спільнота, та й не тільки українська, адже переклади талановитого українського письменника з'явилися і в Росії, і в Польщі, і в Болгарії, Німеччини.
Як наслідок, плідний вінницький літератор Євген Гуцало ввійшов до плеяди українських письменників-шістдесятників. Упродовж того десятиліття йому вдавалося себе зреалізовувати й разом з Ліною Костенко, Миколою Вінграновським, Іваном Драчем, Григором Тютюнником та іншими, творити новітню українську літературу.

### Творчий злет
Найплідніші часи української літератури перервала епоха застою (так званий брежнєвський застій) і відновлення утисків і переслідування незалежної інтелігенції та письменників. Брежнєвські часи (у літературі) ознаменувалися новим наступом на творчу інтелігенцію: замовкає Ліна Костенко, закінчує життя самогубством Григір Тютюнник, інші пишуть «у шухляду». Письменникам довелося вирішувати для себе складну дилему: піти на змову зі своєю совістю та «перелицюватися» й писати на замовлення на догоду владі чи опонувати тій-таки владі й перестати друкуватися та піддавати себе й свою сім'ю суспільно-владному остракізму. Мало хто зважився опонувати, більшість таки пішли на поступки, працюючи на владу і уславляючи соціалістичного устрою. Та було кілька письменників, яким удалося зберегти свою самобутність і залишитися незалежними у творчості.
Одним з таких незалежних та плідних авторів того часу став Євген Гуцало. Багато хто з критиків та літераторів дивувалися, яким чином Євгенові вдавалося продовжувати писати у своєму ключі (з гострою сатирою) та ще й переборювати цензурні настанови. Лише рідні та близькі загадково посміхалися й казали — «отакий він був — Євген Гуцало». І, можливо, його побратим-літератор Анатолій Дімаров таки прогорнув завісу над успішністю Гуцала:
|  | ... Євген Гуцало був людиною в собі. Отаких випадків з ним не було: щоб він з кимсь особливо посварився абощо. Він здебільшого мовчав, посміхався, слухав… Дійсно, це саме про нього: людина в собі. Він ніколи не кричав і не виступав з трибуни, але про все, що йому боліло, говорив у своїх творах. Взагалі, це була людина багатої, необмеженої фантазії...... ....Або згадаймо його роман "Парад планет". Там є геніальні сцени, де він описує, як у голови колгоспу немає робітників: той п’є, той ухиляється, той ще щось. Ні з ким працювати. І ось приходить до нього місцевий трошки химерний дядько і каже: "Та я тебе навчу, що треба робити". Голова: "Що?" – "Дивися". Дядько виймає яйце, кидає й розбиває об підлогу, і з того яйця виходить колгоспник і піднімається – з вилами на плечах. І звертається до голови: "Так куди йти перекидати сіно?" І потім цей голова перетовк усі яйця в селі, все намагався знайти робочу силу. Ну слухайте, яка сцена! Який ще письменник міг отаке вигадати? У Жені була геніальна фантазія.... |

Ось так, перебуваючи в собі, Євген Гуцало віднайшов інші можливості не бути надломленим системою та не йти у фарватері її агітпропу. Він не йде на барикади, ставши дисидентом, як Василь Стус, Іван Світличний, прирікаючи себе на табори-каземати. Його казематом став письменницький стіл, тільки це був творчий каземат, адже саме на ньому Євген ще більше поринув у літературу та багато писав. Тільки цього разу вже писав реалістичну прозу з невеличкими сатиричними чи фантазійно-сатиричними нотками. Він шукав і таки знаходив спосіб, як розповісти правду про те, як ми навчилися жити і виживати в умовах брехні, як деформовували нашу суспільну свідомість. І тому з часом у його оповіданнях з'являються герої, яких важко назвати ідеальними, а гумор стає все дошкульнішим та гіркішим. І навіть кохання перетворюється в трагедію чи фарс.
Згодом про Євгена Гуцала знову всі заговорили, хто пошепки, а хто і вголос, бо фантазійна трилогія вразила всіх: і пересічного радянського громадянина (своїм реалізмом — сукупно з їдкою фантазією), і начитаного дисидента-інтелігента (тим відвертим гротеском та висміюванням тогочасних устоїв). Ці «химерні» романи висвітлювали (подекуди й висміювали) колгоспне життя з його «героїчними буднями» — боротьбою за надої та зібраний урожай та містичними прозріннями головного героя, його спілкування з позаземними цивілізаціями та провіщенням майбутнього (з погляду тогочасного реального світу).
Та, незважаючи на численний творчий доробок і гостро-саркастичне слово супроти владоможців, Євгенові Гуцалу доводилося мовчки переживати докори побратимів-літераторів, що таки пішли відкрито супроти системи, як зазначала його дружина Леся Воронина:
|  | ... Був один епізод у його житті, про який я знаю від двох людей. Свого часу мені про цей випадок розповів сам Євген Пилипович, а потім, уже після його смерті, я говорила про це з другим учасником тих подій — Євгеном Сверстюком. На початку 70-х по Києву прокотилася хвиля арештів. КДБ намагалося організувати показові процеси на кшталт «процесу СВУ», людей часом заарештовували лише за зберігання самвидавівської літератури. До Євгена Гуцала в його помешкання на вулиці Суворова, 3 у Києві прийшов Євген Сверстюк із колективним листом-протестом проти арештів українських інакодумців. Він запропонував Євгенові Гуцалу поставити свій підпис під листом, на що той відповів Сверстюку: «Євгене, ти збираєш списки для КДБ». Бо було зрозуміло, що кожен, хто підпишеться, одразу ж стане наступною жертвою кадебістів. Євген Сверстюк сприйняв це як слабкодухість.... |

А насправді, чи міг тоді, стривожений нещодавно передчасно-трагічною загибеллю дружини Людмили, Євген Гуцало, залишившись із двома малолітніми дітками на руках, кинутися в борню (свідомо програшну) супроти всієї системи. Євген Пилипович усвідомлював, що він не має права жертвувати своїми дітьми, тому серце краялось і виливалося в слова гіркоти в його творчості, бо тільки там він міг висловити свою позицію щодо суспільних процесів, хоч і не надто відкрито, але доволі дошкульно-сатирично унаочнюючи читачеві ті вади суспільства, які на кожному кроці беззмістовно возвеличували.

### Період незалежної України
Кінець епохи Перебудови та українська незалежність надали ніби другого дихання Євгенові Пилиповичу: писалося легко, невимушено і про все. Усе, що було заборонено та говорилося між рядками, тепер можна було сказати відверто. Та, на жаль, роки брали своє й серце час від часу давало про себе знати. Але ж так багато хотілося сказати: як про історію, так і про сучасність, про високодуховні стосунки чоловіка й жінки, так і про їхні протилежно-плотські утіхи, як хотілося віршувати, так і прозу майструвати. А ще важким тягарем стояла перед очима Чорнобильська трагедія — її теж треба було перенести на папір, щоби наступні покоління ввібрали ті нотки тривоги та приреченості людства. А згодом Євген Гуцало відчув у собі потугу до публіцистики, адже прийшов час осмислення пройденого ним шляху, життєвого та творчого, коли вже він зміг трохи відкрити свою душу та сказати своє слово в суспільстві. І навіть коли йому в спину лунали докори за минулі роки (здебільшого заздрісні), Євген Гуцало знайшов як відповісти:
|  | «Ви знаєте, що коїться нині. Деякі вчорашні літературні ідоли самі падають, але чи варто в цій драматичній ситуації вести аж таку хворобливу боротьбу з тими, хто був не так фальшивим ідолом, як жертвою системи? Хто все-таки своїм словом, яке хочеться порівняти з „досвітніми вогнями“ Лесі Українки, світив у темряві нашого комуністично-соціалістичного буття, освічував людську свідомість, допомагаючи, може, не так жити, як вижити? Здається, ніхто не осмілюється кидати камінням у в'язнів Освенціма чи в'язнів Заксенхаузена, то чи то треба аж стільки кидати каміння у письменників, які порятувалися з газових печей соціалістичного реалізму, з крематоріїв мистецько-філософських догм, із цього страхітливого комплексу смертельної чорнобильської естетики? А чи не краще помовчати в жалобі та скорботі? Зрештою, весь наш народ пройшов ці „этапы большого пути“, — й не йшов він весь час таки з гордо піднятою головою, зрештою, весь народ нині не існує у своєму ідеальному вигляді після, скажімо, чотирьохсотлітніх обіймів, то що — не той народ? Ні, той — і не інший, і ми всі в літературі — ті, а не інші. То, мабуть, і про самих себе годиться помовчати в жалобі й скорботі». . |

І як підтвердження тому, відвертішому Євгенові Гуцалу стала його гостро-критична аналітика. Останнім та найгучнішим став цикл гострих полемічних статей, присвячених україно-російським стосункам. Спершу ці статті друкувалися в газеті «Літературна Україна», а влітку 1995 р. видавництво «Просвіта» запропонувало Євгенові Пилиповичу видати їх у книжці під загальною назвою «Ментальність орди». Остання стаття з цього циклу так і залишилася незавершеною. Про свою роботу над цією книгою Євген Гуцало на тому ж самому врученні премії Антоновичів сказав: «Мабуть, я сам — такий, як є, не міг би раніше написати „Ментальність орди“. Але ж гріх було не задуматися над співжиттям, з дозволу сказати, російського та українського народів на українській-таки землі, гріх було не задуматися над російською ментальністю, яка не є такою сама в собі чи сама по собі, а яка силоміць заклала в свою дуже специфічну структуру нашу українську ментальність, нашу по-своєму дуже специфічну структуру української вдачі. Силою агресії, силою зброї, силою патологічної брутальності і патологічного розбою нам постійно нав'язувався культ російського народу, нам постійно нав'язували цивілізацію брехні, пияцтва, ненависті до праці, нав'язувалася цивілізація безгосподарності, хаосу, безперспективності, цивілізація мародерства. Зрештою, ота війна в Чечні, яку бачимо сьогодні. Така сама Чеченська війна велася в Україні завжди». Історія з книжкою «Ментальність орди» мала драматичне продовження. Після виходу у світ продаж її в книгарнях і на розкладках намагалися заблокувати — надто старалися комуністи та колишня номенклатура (письменницька та партійна) зганити її автора, і лише важка хвороба та смерть Євгена Пилиповича відтермінували відповідь їм. Минули роки й кількаразові передруки цього твору замість його автора дали вичерпну відповідь на всі питання.

### Останні роки життя
|  | ... І ось – наша остання зустріч десять років тому. Іде він, а ми якраз повернулися. Зустрічаю його тут у дворі нашого письменницького будинку. Питаю, куди це він. Каже, їду, Анатолію Андрійовичу, у селі таки знайшов хату, буду обживати. І тримається рукою за серце. Запитую, що трапилось. "Та трошки щемить, але це все дрібниці, пройде. Я їду на свіже повітря – від цього диму, гамору, від оцього галасу проклятого, від цієї Спілки подалі, від цієї метушні, яка не дає нічого для творчості. Поїду туди, пірну з головою в те життя і буду здоровий. Я видужаю…" Отак ми попрощались, він пішов… І більше я його не побачив. З тієї поїздки він сам вже не повернувся: інфаркт. |

4 липня 1995 року, на 59 році життя, не стало українського письменника-подвижника Євгена Гуцала.
Євгена Гуцала поховано на Байковому кладовищі.

## Аналіз творчості
Доробок Гуцала — один із найбагатших кількісно і найрізноманітніших жанрово в українській літературі 2-ї половини XX століття. Він — поет, новеліст, повістяр, романіст, публіцист, есеїст.

### Особливості поезії
Поетичний цикл «Зелена радість конвалій» (1961) та збірка віршів «Письмо Землі» (1981), «Час і простір» (1983), «Живемо на зорі» (1984), «Напередодні нинішнього дня» (1989) вводили у стан зосередженості на духовному сприйнятті світу, переживання природного буття в багатстві його реалій.
Поміж значного пласту прозових творів, які прославили письменника Гуцала, автор залишав місце і для поезії, яка ставала його віддушиною, пристановищем серця. Писав він її завжди (правда, не все встиг зібрати та видати) і навіть незадовго до своїх останніх днів знову й знову віршував:
|  | ...Але поезію він продовжував писати до останніх днів. Маленького дитячого віршика Євген Гуцало написав на клаптику паперу, коли ми їхали в забитій електричці в село його дитинства — Нова Гребля, купувати хату. Ні він, ні я тоді не знали, що нам не доведеться жодного дня пожити у тій хаті, бо через дев’ять днів Євгена Пилиповича не стане... . |

### Цикли оповідань та новел
Особливо органічною виявилася для Гуцала форма ліричних оповідань, яких він написав понад 200. Звернула на себе увагу вже перша збірка оповідань Гуцала «Люди серед людей» (1962) — свіжою емоційністю та смаком до відтворення розмаїтих характерів, що навіть формально було наголошено в назвах окремих оповідань («Іван», «Світлана», «Гордій», «Марися», «Божена», «Кесар» та ін.). Але молодий автор ще нерідко вдавався до силуваних «романтичних» ситуацій, надуманих сюжетних загострень із банку літературщини; відчувалися часом пряме наслідування ритмомелодики і синтаксичних конструкцій новелістики 20-х рр. (особливо раннього А. Головка) та стилізація під народнопоетичний лад.
Уже дві наступні збірки — «Яблука з осіннього саду» (1964) та «Хустина шовку зеленого» (1966) засвідчили сформованість Гуцала як самобутнього новеліста, якому притаманні ощадливість і місткість простої оповіді, коли почування і стани людської душі (а це і був основний об'єкт зображення) дається відчути і «доуявити» за якимось одним словом персонажа, жестом, поглядом. Водночас дається взнаки й тенденція до розлогого ліричного витлумачення переживань. Улюблені герої Гуцала цього періоду творчості — юнак або дівчина із селянським типом емоційності, які тільки ще входять у життя, стикаються з його загадками (оповідання «Скупана в любистку», «Багряне листя»); підліток або дитина з незвичайною поетичною душею («Олень Август»), зі щедро розвиненим відчуттям природи («Яблука з осіннього саду»). Залюбки змальовує Гуцало благодатний момент пробудження душі («Місячне сяйво»), зародження першого неясного почуття в дівчини («Хай собі цвіте…»); поетичні, вразливі на красу персонажі з неясними мріями не раз наражаються на нерозуміння з боку буденних, черствих або душевно брутальних людей (як-от, кінорежисер Альтов в «Олені Августі», ремісник Назар у «Клаві, піратській матері»). Два стани людської душі, інтимно близькі Гуцалу як художнику, — піднесена сприйнятливість кохання і дитяча безкорисливість та відкритість до вражень життя. Збірку оповідань «У лелечому селі» (1969) стала однією з найкращих в українських літературних книжок про дітей.
Певну еволюцію Гуцала як новеліста засвідчила поява в його творах персонажів, кожен з яких по-своєму відчуває потребу в спілкуванні, контактах, творенні світу «колективних» переживань на рівні народного побуту; по суті, це форма побутово-емоційного виявлення їхньої народності; у душевній причетності до інших людей, у прагненні пригод, мандрів тощо — інстинктивний потяг до розширення власного світу, збагачення змісту особистості («Правильний чоловік Щерба», «Несамовитий, шалений Кирик», «Пісня про Карпа Окипняка» та ін.).
У наступних збірках зростає інтерес до людських доль і вдач — аж до відчутного пафосу життєписання цікавих особистостей. Ці оповідання можна умовно поділити на два типи: перший — ситуаційні, побудовані навколо якогось випадку, що ніби підсумовує або з несподіваного боку висвітлює цілу людську долю («Жартували з Катериною», «Єдина у світі Варочка» та ін.); 2-й — «портретні»: змалювання виразно самобутнього людського характеру з максимально виявленою головною пристрастю, що надає оповіданню емоційної піднесеності, часто таким оповіданням Гуцало дає умовне жанрове означення — «пісня» («Пісня про джиґуна Овдія Гору», «Пісня про Варвару Сухораду», «Пісня про Максима» та ін.); своєрідною піснею на славу сільських патріархів, які прожили велике трудове життя, є й оповідання «Орлами орано». Піснями означив автор і деякі оповідання, що поетизують або мальовничо характеризують сільський побут («Пісня про запеклі торги»); у «Пісні про сільську хату» хата постає як вмістилище всього життя села. З любов'ю змальовує Гуцало загальний образ традиційного українського села («Високі гори», «Ой гук, мамо, гук»). Цікавить його колізія нового і старого в побуті села, в якому, за всіх соціальних і господарчих змін, ще зберігалася певна традиція, а її гарантією була сталість народного характеру. Серед галереї сільських типів особливо вдавалися Гуцалові образи матерів («Веселі Терни», «Шлях осявали берези», «До срібного весілля», «Пісня про мить»).
В оповіданнях Гуцала — незвичайне багатство спостережень над життям природи; автор немовби пропонує читачеві повернути собі здатність неспішного і безкорисливого переживання краси світу. Відкриття людиною для себе природи переростає в особливе самопочування, коли в ній пробуджується «духовний безмір» і вона як ніколи відчуває себе саму, свою духовну особистість. Часто це супроводжується й іншим, паралельним процесом — пробудженням у юній душі почуття кохання. Гуцало зміг зобразити в щасливому коханні гру тонких нюансів, показати його в розвитку, а не як спалах, акт — і не в останню чергу саме завдяки співпереживанню персонажами світу природи, яке єднає їх. Власне, це і є естетичний центр більшості оповідань Гуцала — живе співвідношення між людиною і природою, поглиблене сприйняття природи людиною в особливому емоційному стані і розкриття самого стану через таке сприйняття. Здебільшого таким станом є любов, її сила, що вабить та пориває («І дівчина, як парус», «Весняні святощі трави», «Місячне сяйво» та ін.).
Природа буває в Гуцала і самодостатньою темою ліричного споглядання — у численних етюдах, ескізах (цикл «Осяяння» та ін.). Діапазон їх широкий — від красивих замальовок різних куточків рідної землі в різні пори року — до роздумів про таємницю буття, про феномени життя природи, про місце людини в природі, злиття з нею, про вічність… Так само характерна для оповідань Гуцало і лірика пам'яті («Крило синього вітру», «По мерзлу калину», «У сяйві на обрії», «Дорослі дівчата нашого дитинства») — у цьому останньому зі щемливим співчуттям змальовано долю дівчат перших повоєнних літ, їхні бідні радощі й безборонність перед суворим побутом. Багато оповідань Гуцала мають характер відкритого ліричного спогаду. Душевне життя постає як потік. Воно не складається з окремих компонентів, не має конструкції. Тому Гуцало тяжіє до ліричних імпресій, до організації матеріалу навколо однієї особи, одного епізоду.

### Повісті
Гуцало мав певні клопоти з композицією, сюжетом при перших спробах опанування великих прозових форм. Однак тяжів до них, скоряючись внутрішньому настановленню на глибше розуміння життя в більшому історичному масштабі, ширшому життєвому, соціальному матеріалі. Повість «Подорожні» (1969) виникла з потреби дати вихід дитячим спогадам про часи війни. Мати з сином повертається до села, звідки втекла під час боїв. Дорога стає картиною сплюндрованості землі, пустки, що її залишила війна. Але водночас дорожні пригоди показують і витривалість люду, і незнищенність душевного здоров'я народу, людяності, доброти. Образ матері з її «розумом серця», чулістю до всього живого і постійним «заступництвом» за все живе відкриває галерею таких образів матерів у пізніших повістях Гуцало
У «Дівчатах на виданні» (1971) осереддя твору — колізія між природною душевністю, народним моральним чуттям (молода дівчина Килина) і формальною мораллю, зовнішньою «пристойністю», що маскує егоїстичний розрахунок і душевну неправду (агроном Арсен Тугай та його дружина вчителька Антоніна Петрівна). Є в повісті образ тітки Пистини, що уособлює традиційну нормативну мораль села. Але, дізнавшись, що Килина вагітна, вона не осуджує її, а підтримує в бажанні мати дитину хоча б і без чоловіка. Це мало засвідчувати людяність народного розуму, що реагує на історичні зміни умов буття і береже не фарисейську догму, а дух життя. Правдивість зображення нелегкої дівочої долі за умов несприятливої демографічної ситуації на селі (Гуцало немовби сплатив частину боргу літератури цим нещасливим дівчатам і їхнім стільком драмам і трагедіям); змістовність суджень і розважань як автора, так і героїв про цю проблему, її виразна житейська і моральна окресленість, глибока характерність образу Килини; об'ємність відтворення всієї атмосфери селянського життя і органічного шукання народного мораллю нових підходів до життєвої проблематики, що враховували б соціальну реальність і водночас зберігали душевне здоров'я народу і людини, — все це надає непересічної змістовності повісті Гуцала.
У повісті «Шкільний хліб» (1973) Гуцало змалював побут і роботу колективу сільських учителів у важкі повоєнні роки, коли їм ставилися в обов'язок невластиві їм функції, як-от: стягнення державної позики із земляків, участь у збиранні колгоспного врожаю, в антирелігійній пропаганді тощо. Вчителі живуть тим же життям, що й селяни, але водночас одні з них менше, інші більше розуміють своє покликання як сільської інтелігенції. «Ми вчителі, ми не хочемо нікого обманювати», — каже одна з героїнь повісті, Ольга Левківна, коли її хочуть змусити до фальшу. Вона — мовби совість села. На перший погляд, сільські вчителі затуркані своїм безправним становищем і бідністю, але за цим є своє душевне і моральне життя, є відчуття своєї освітянської місії. Письменник, який сам виріс у сім'ї сільських учителів, віддав данину поваги й розуміння їхньої скромної благородної праці, завдяки якій крізь товстий шар буденності пробивається «промінь духу». Люди в селі притлумлені нуждою, щоденними клопотами, принижені воєнними і повоєнними злиднями, засмикані колгоспною крутаниною, — а проте живе в них совісність, душевність. Тема народної моралі, народної мудрості — одна з головних у дилогії, як, зрештою, і в усій творчості Гуцала.
Трилогія
Див: романи «Позичений чоловік» (1982), «Приватне життя феномена» (1983) та повість «Парад планет» (1984).
Немовби «ввійшовши в смак», Гуцало провів «позиченого чоловіка» Хому ще через роман — «Приватне життя феномена» (1983) та повість «Парад планет» (1984). Так уклалася трилогія «про старшого куди пошлють», що мала стати свого роду пародійною енциклопедією тогочасного життя села, а водночас і колажем гротескно потрактованих світових подій. У трилогії знайшли своє самовикривальне завершення чимало традиційних мотивів ілюзорого уявлення про дійсність (стереотипів казенного мислення). Однак екстенсивне розростання оповіді, зловживання однотипними прийомами комікування призвели до певної механічності і клішованості вигаданих ситуацій, що послабило сатиричний змістовність трилогії.
Більша частина творчості Гуцало припала на радянські часи, коли неминучими були більші або менші самообмеження. Але в останні роки Гуцало звертається до еротичної тематики («Епос-ерос», «Блуд»), до політичної публіцистики («Ментальність орди»). Гуцало виступав також з нарисами, літературно-критичним статтям.

## Нагороди

Меморіальна дошка у Києві на будинку N 3 по вулиці Михайла Омеляновича-Павленка, де жив і працював Євген Гуцало

- Літературна премія імені Юрія Яновського (1982) — за збірники оповідань «Орлами орано», «Що ми знаємо про любов», «Полювання з гончим псом» и «Оповідання з Тернівки»;
- Державна премія України ім. Т.Г.Шевченка (1985) — за дитячі збірки «Саййора», «Пролетіли коні» ;
- Міжнародна премія фундації О. і Т. Антоновичів (1995) — за роман-трилогію «Позичений чоловік»;
- Премія ім. Івана Огієнка (1995) — за публіцистичну книжку «Ментальність орди».

## Пам'ять
- У місті Вінниця є вулиця Євгена Гуцала.
- У місті Калинівка є вулиця Євгена Гуцала.
- У місті Чернігів є вулиця Євгена Гуцала.
- У місті Київ провулок Кутузова перейменували на провулок Євгена Гуцала[10].
- У Новогребельській школі діє кімната-музей Євгена Гуцала; також у Новій Греблі встановлено меморіальну дошку письменникові.
- Троюрідна сестра письменника літераторка й фольклористка Марія Гуцало склала книгу спогадів людей близьких до Євгена Гуцала[11].
- Твори Євгена Гуцала внесено до обов'язкової програми з української літератури загальноосвітньої школи для п'ятого, шостого, сьомого[12].
- У Києві на будинку №3 по вулиці Михайла Омеляновича-Павленка, де жив і працював Євген Гуцало, встановлено меморіальну дошку[13].
- 13 квітня 2023 року у смт Ворзель вулицю Мічуріна перейменували на вулицю Євгена Гуцала.[14]
- 26 липня 2024 року Провулок Короленка в Миколаєві перейменовано на провулок Євгена Гуцала[15].

## Твори

### Прозові збірки (здебільшого оповідань)
- Збірка оповідань «Люди серед людей» (1962);
- «Яблука з осіннього саду» (1964);
- «Скупана в любистку» (1965);
- «Олень Август» (1965);
- «Пролетіли коні» (1966);
- «Хустина шовку зеленого» (1966);
- «З горіхя зерня» (1966);
- «Родинне вогнище» (1968);
- «Подорожні» (1969);
- «Запах кропу» (1969);
- «В лелечому селі» (1969);
- «Серпень, спалах любові» (1970);
- «Передчуття радості. — Дівчата на виданні» (1971);
- «Весна високосного року» (1973);
- «Бережанські портрети» (1975);
- «Щаслива родина» (1976, співавтор — Ростислав Самбук);
- «За обручем» (1976);
- «Орлами орано» (1977);
- «З вогню воскресли» (1978);
- «Що ми знаємо про любов» (1979);
- «Полювання з гончим псом» (1980);
- «Саййора» (1980);
- «Жовтий гостинець» (1981);
- «Оповідання з Тернівки» (1982);
- «Новели» (1984);
- «Мистецтво подобатися жінкам» (1985);
- «Княжа гора» (1985);
- «Твори у 2-х томах» (1987);
- «В гості до білого світу» (1989);
- «Сльози Божої матері» (1990);
- «Співуча колиска з верболозу» (1991);
- «Діти Чорнобиля» (1995);
- «Ментальність орди» (1996);
- «Твори у 5-х томах» (1996—1997).

### Повісті
- «Мертва зона» (1967);
- «Родинне вогнище» (1968);
- «Мати своїх дітей» (1968);
- «Подорожні» (1969);
- «Сільські вчителі» (1971) — входить до дилогії «Шкільний хліб»;
- «Шкільний хліб» (1973) — входить до дилогії «Шкільний хліб»;
- «Серпень, спалах любові» (1970);
- «Дівчата на виданні» (1971);
- «Дениско» (1973);
- «Двоє на святі кохання» (1973);
- «Щаслива родина» (1976) — у співавторстві з Ростиславом Самбуком;
- «З вогню воскресли» (1978);
- «У гаї сонце зацвіло» (19??);
- «Милосердя по-американськи» (1988);
- «Голодомор» (1990).

### Романи
- Трилогія, до якої увійшли романи «Позичений чоловік» (1981), «Приватне життя феномена» (1982) та повість «Парад планет» (1984);
- «Улюмджі» (1988);
- «Блуд» (1992);
- «Імпровізація плоті» (1993).

### Поетичні збірки
- «Зелена радість конвалій» (1961)
- «Письмо землі» (1981);
- «Час і простір» (1983);
- «Живемо на Зорі» (1984);
- «Напередодні нинішнього дня» (1989).

### Книжки для дітей
- «Олень Август» (1965);
- «Пролетіли коні» (1966);
- «З горіха зерня» (1977);
- «У лелечому селі» (1979);
- «Дениско» (1973);
- «Скажений чорнобильський собака» (2014).

### У кінематографі
- «Зустрічі на будові» (1963) — автор сценарію документальної стрічки;
- Кіноальманах «Київські зустрічі» (1979), а саме, кіноновела «Спинись, хвилино…» — за мотивами оповідання «Підемо до мене, Іван…»;
- Відеофільм «У лузі на старому дивані» (1981) режиера В. Вітера — за мотивами творів Євгена Гуцала (за сприяння Держтелерадіо України);
- Відеофільм «Виїзний товариський суд» (1981) — за мотивами творів Євгена Гуцала (за сприяння Держтелерадіо України);
- Фільм «Солом'яні дзвони» (1986) — за повістю Євгена Гуцало «Мертва зона» та його оповіданнями, відзняв Юрій Іллєнко;
- Відеофільм «Марія» (1987)  — за мотивами творів Євгена Гуцала (відзнято на студії «Укртелефільм»);
- Теленовела «Блуд» до серіалу О. Бійми «Острів любові» (1996) — за однойменним романом Євгена Гуцала.